# Lena Einhorn

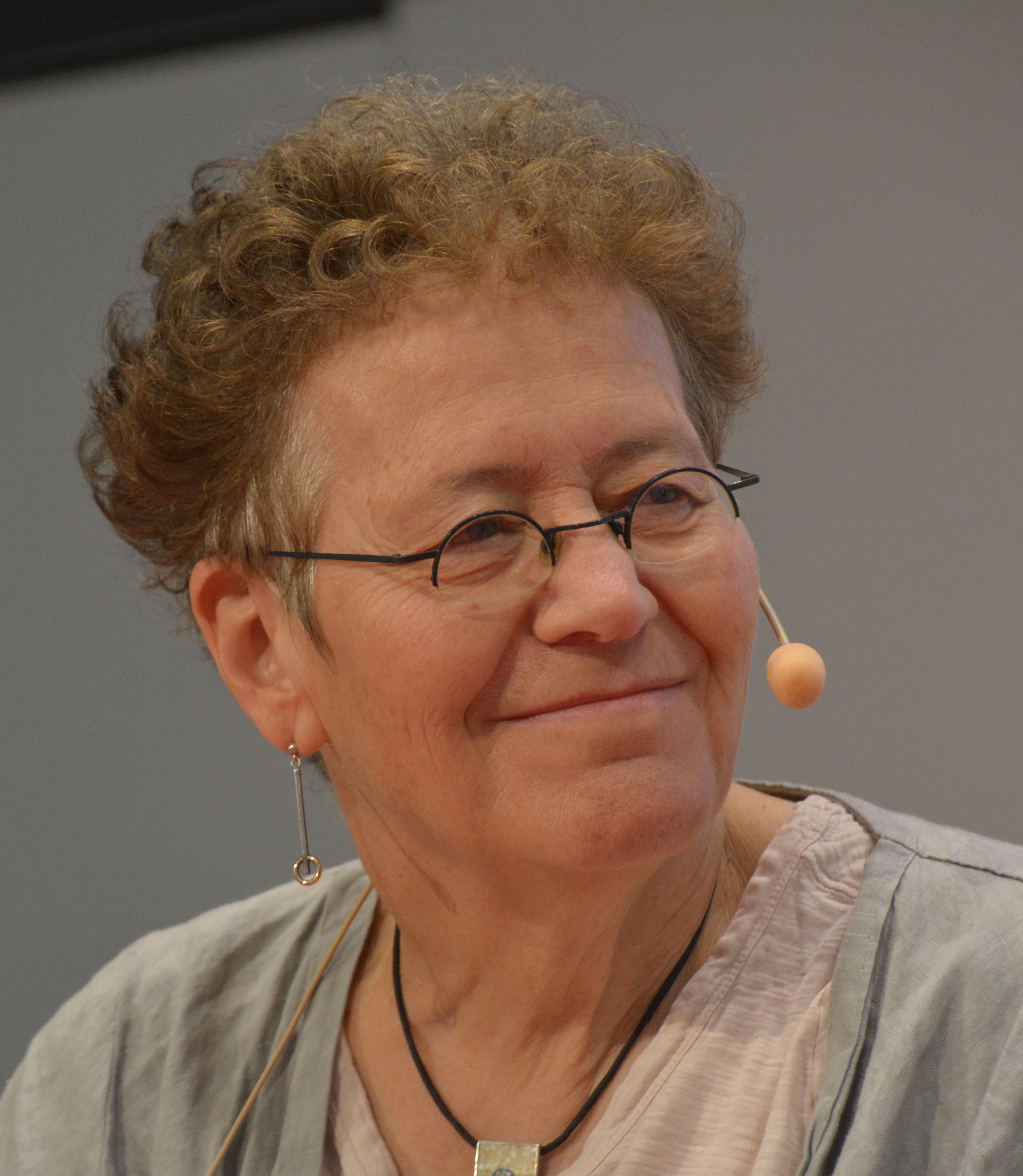
Lena Einhorn

Lena Einhorn (* 1954) ist eine schwedische Ärztin, Dokumentarfilmerin und Autorin. 

## Leben

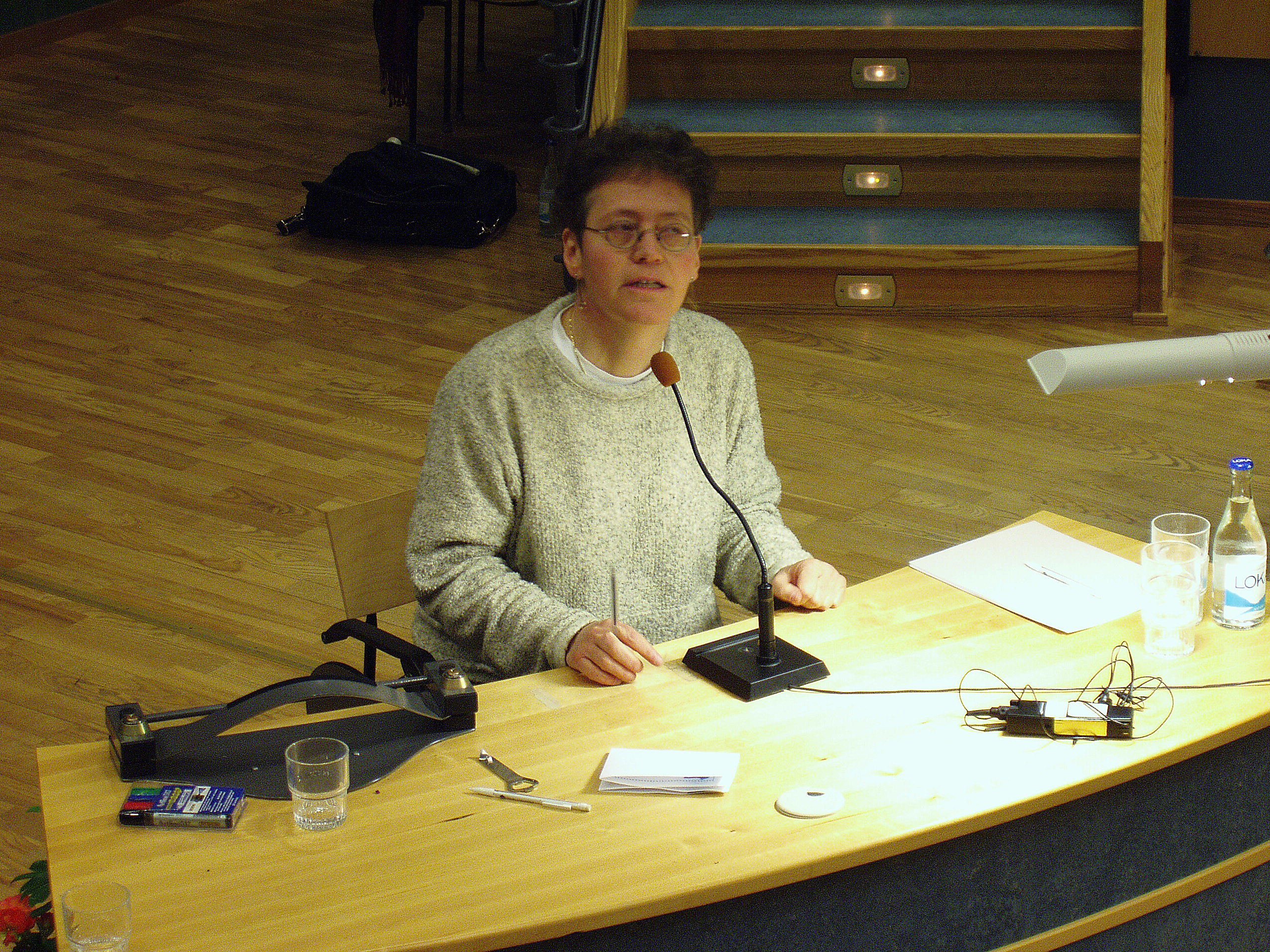
Lena Einhorn 2006

Ihre Eltern waren der Strahlentherapeut Jerzy und Nina Einhorn (1925–2002). Ihr Bruder Stefan (* 1955) ist Arzt und Autor. Am Karolinska-Institut in Stockholm erwarb Einhorn ihren PhD als Tumorbiologin und Virologin. Sie forschte zu  Tumorviren und zur Frage, warum beim embryonalen Leben die Entwicklung von Krebs stark gehemmt ist. 
Ab 1989 arbeitete sie in New York bei Lifetime Television zunächst als Medizinredakteurin, schrieb medizinische Dokumentationen und produzierte, auch für andere  TV-Gesellschaften wissenschaftliche und medizinische Dokumentarfilme. Ab 1993 produzierte sie auch Fernsehprogramme für Sveriges Television, wobei sie allmählich zu Drama-Dokumentationen wechselte.

## Literarisches Werk
Lena Einhorns Mutter war polnischer Herkunft. Sie hatte ihrer Tochter ihre Lebensgeschichte erzählt von ihrer Jugendzeit in Polen, dem Einmarsch der Deutschen nach Polen bis zu ihrer Flucht aus dem Warschauer Ghetto. Dieser Stoff bildete die Grundlage zu ihrem Buch Ninas Reise. In ihrem Buch Menschenhandel unter dem Hakenkreuz geht es um den jüdischen Flüchtling Gilel Storch, der sich mitten im Krieg darauf vorbereitete, von Stockholm nach Berlin zu reisen, um mit Heinrich Himmler über die Rettung von Juden zu verhandeln. 
1997/98 drehte Einhorn den Film Stateless, arrogant and lunatic (Handelsresande i liv). 2011 folgte ein Buch über die Schauspielerin Siri von Essen.

## Auszeichnungen
- 1998 Lidmanpreis (Sara Lidman-Priset)
- 1999  Prix Europa[3].
- 2005 August-Preis

## Veröffentlichungen (Auswahl)
- Menschenhandel unterm Hakenkreuz. Aus dem Schwedischen von Wolfgang Butt, Klett-Cotta, Stuttgart 2002, ISBN 3-608-94010-3.
- Ninas Reise: wie meine Mutter dem Warschauer Ghetto entkam. Aus dem Schwedischen von Susanne Dahmann, Heyne, München 2006, ISBN 3-453-60042-8.
- Das Rätsel von Damaskus: waren Jesus und Paulus ein und dieselbe Person? Aus dem Schwedischen von Lotta Rüegger und Holger Wolandt, Heyne, München 2007, ISBN 978-3-453-13126-2.
- Liebesverrückt. Aus dem Schwedischen von Lotta Rügger und Holger Wolandt, Langen Müller, München 2014, ISBN 978-3-7844-8196-8.